# Frank Luptow
Frankie Lueptow (Detroit, Michigan, 20 november 1905 - Atlanta, Georgia, 21 september 1952) was een Amerikaans autocoureur. In 1952 schreef hij zich in voor de Indianapolis 500, maar wist zich niet te kwalificeren. Deze race was ook onderdeel van het Formule 1-kampioenschap. Tussen 1946 en 1952 nam hij ook deel aan verschillende AAA Championship Car-races, maar slechts eenmaal kwalificeerde hij zich; tijdens de tweede Williams Grove Race op Williams Grove Speedway in 1946, waar hij ook zijn enige zes punten scoorde. In 1952 kwam hij om het leven bij een stockcarcrash toen de as van zijn auto afbrak.